# Lithothamnium
Lithothamnium è un genere di alghe rosse della famiglia delle Corallinaceae.

## Specie
- Lithothamnium aculeiferum
- Lithothamnium australe
- Lithothamnium calcareum
- Lithothamnium californicum
- Lithothamnium corallioides
- Lithothamnium crassiusculum
- Lithothamnium fijiensum
- Lithothamnium funafutiense
- Lithothamnium giganteum
- Lithothamnium heterothallum
- Lithothamnium lamellatum
- Lithothamnium laminithallum
- Lithothamnium lauensum
- Lithothamnium leptum
- Lithothamnium mesomorphum
- Lithothamnium microsporum
- Lithothamnium montereyicum
- Lithothamnium muricatum
- Lithothamnium occidentale
- Lithothamnium pacificum
- Lithothamnium phymatodeum
- Lithothamnium ramulosum R. A. Philippi
- Lithothamnium sejunctum
- Lithothamnium sonderi
- Lithothamnium syntrophicum
- Lithothamnium volcanum